# 高乐士
高乐士（Kores）是一家总部位于奥地利维也纳的学校和办公文具品牌，其著名的产品有固体胶、彩色铅笔和小轮车修正带。Kores打字员的人物肖像画也曾出现于由Pedro Almodóvar导演的《我的神秘之花》的电影海报的封面上。 Kores由Wilhelm Koreska创建于1887年，如今其孙Peter和Robert Koreska为注册于瑞士的Kores投资公司的所有人。Kores的全球总部位于奥地利的维也纳，主要的办事处设立于墨西哥城、加拉加斯、波哥大、布拉格、巴黎和上海。Kores在墨西哥城和捷克的斯特尔米洛夫拥有两个重要的生产基地。

## 历史
在20世纪上半叶，Kores扩张成为世界上首批生产化学办公产品复写纸的全球性公司之一，设立的工厂远至中国和埃及。Kores拥有自己的公司杂志《Kores Revue》，和一本关于如何销售复写纸的正式的销售手册，该手册目前陈列于位于维也纳总部的陈列馆里。随着由于办公技术的改变而造成的复写纸销售的衰落，Kores从20世纪90年代开始着力于固体胶和修正产品的生产，拓展东欧新市场，并在西欧和美国开展全球业务。

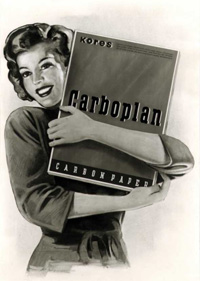
Kores复写纸

从2000年开始，在Peter Koreska的领导下，Kores国际产品管理部不断地开发新产品，如小轮车修正带和双向修正带修正带、荧光色固体胶、荧光笔荧光笔 以及茶壶等造型设计系列的胶带 座。 Kores亦引进了最大产品系列之一的用于书签标记的彩色标签和即时贴产品。 2009年，Kolores系列彩色铅笔随着Kores在学校产品领域的扩展在全球上市。 Kolores彩色铅笔因柔滑的书写、栩栩如生的色彩和干净易削的性能而众所周知。 伴随着Kolores的成功，Kores又推出了蜡笔、毡头 笔、铅笔和卷笔刀。

## 2010 - 现今
至2010年，Peter和Robert Koreska已经先后购回了在德国、法国、意大利、英国、荷兰和斯堪的纳维亚这些关键市场的Kores注册商标权，因此公司对于Kores品牌销售的前景表示非常乐观。 同年，Kores德国推出了全系列的打印耗材产品，包括激光硒鼓, 墨盒和打印色带,以满足Kores在全球的各客户的需求。2011年，Kores布拉格庆祝了其在斯特尔米洛夫 的工厂成立15周年。

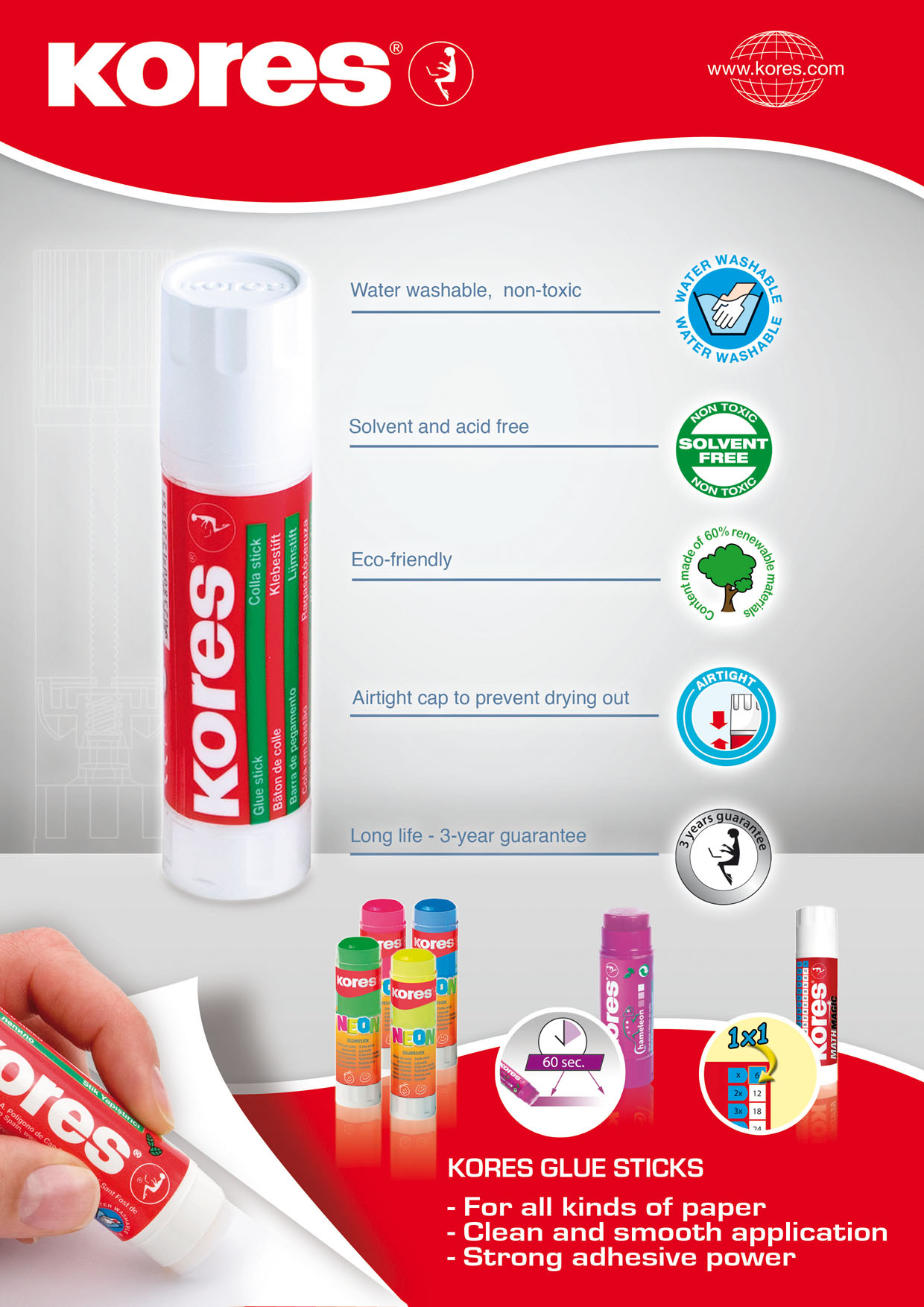
Kores 固体胶 广告

## Kores 全球部分经销商
Kores品牌的产品由以下公司经销： Komus, 俄罗斯; Soft Carrier, 德国; Ecomedia, 瑞士; KTC, 荷兰; SP Richards, 美国; Office Distribution, 意大利; Pacasa, 洪都拉斯; Universal, 哥斯达黎加; Fatima, 危地马拉; Martinez, 巴拉圭; Mapa, 乌拉圭; King Jim, 中国; Random, 乌克兰; Belkanton, 白俄罗斯; Activa, 捷克; Corwell, 匈牙利; Bernasos, 埃及; Bouber, 突尼斯.

## 未来
在最近的庆祝Kores125周年的总裁寄语中，Kores的总裁Peter Koreska希望Kores继续开发符合生活方式、办公和学习发展趋势的高品质和创新的产品。

## 产品展示

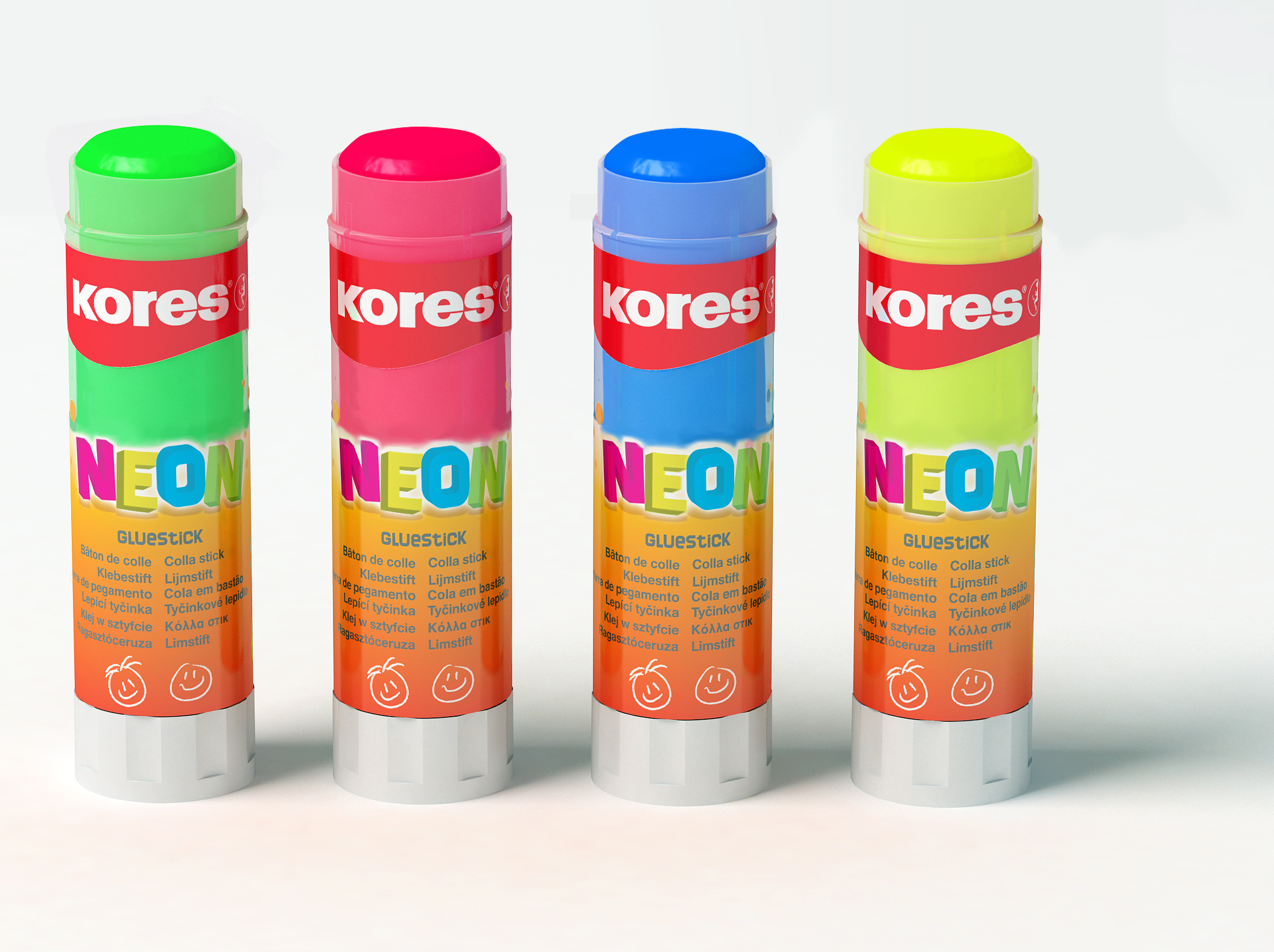
Kores 荧光色固体胶
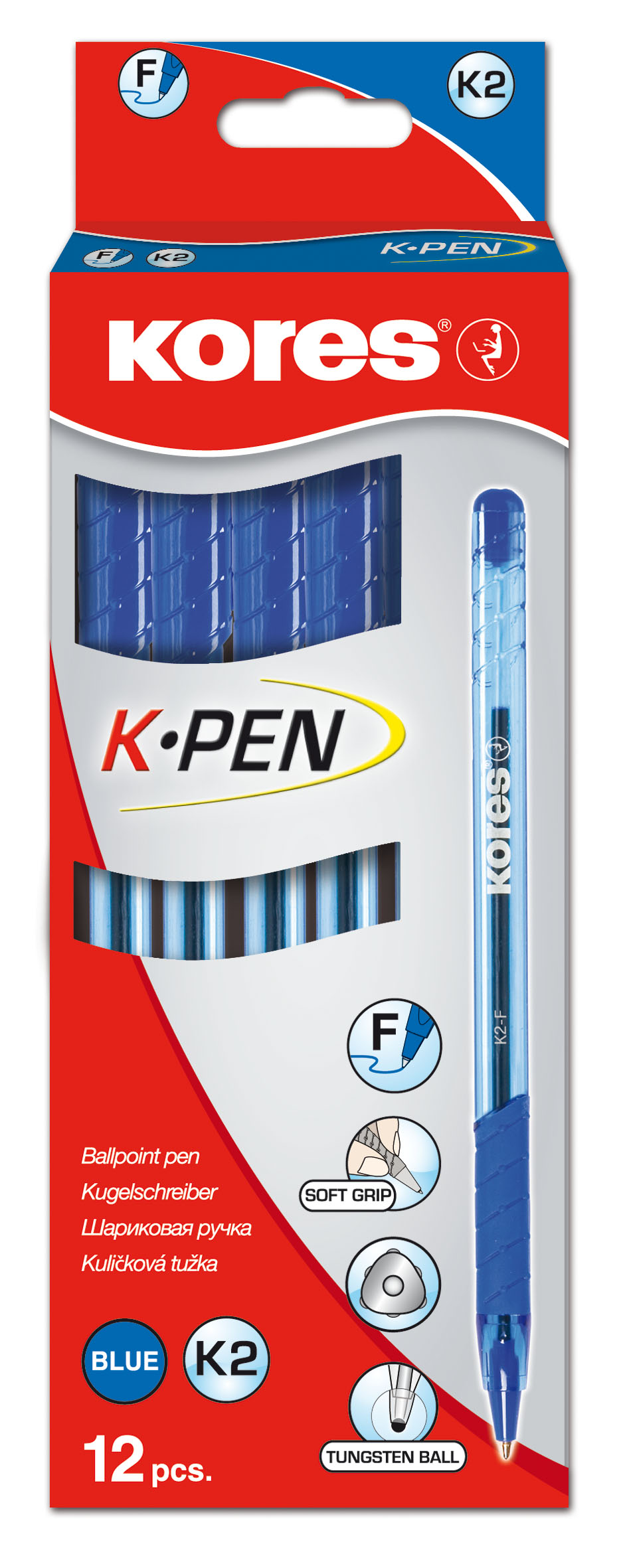
Kores 圆珠笔